# Koenigsegg CCR
Koenigsegg CCR — суперкар шведской компании Koenigsegg представленный в 2004 году и сменивший модель СС8S. 23 февраля 2005 года на овальной трассе Нардо в Италии установил новый мировой рекорд максимальной скорости в 388 км/ч (241 миль/ч). Инженер-разработчик Кристиан фон Кёнигсегг утверждает, что на прямой автомобиль способен достичь 395 км/ч, а возможно и превысить отметку 400 км/ч.

## Дизайн
Кузов Koenigsegg CCR выполнен из кевлара и углепластика, а также шасси выполнено из углепластика. Основными аэродинамическими отличиями от модели СС8S являются улучшенный дизайн боковых воздухозаборников, изменённый дизайн задней части а также изменённая оптика передних фар.

## Технические характеристики
Под капотом Koenigsegg CCR установлен двигатель типа V8 объёмом 4,7 литра и мощностью 806 л. с. при 6900 об/мин. Масса двигателя составляет 215 кг. Мощность в 806 л. с. достигается благодаря применению двухвинтового компрессора Lysholm и новой системы выпуска изготовленной из титана. 6-ступенчатую коробку передач для CCR разработала компания Cima. Также в автомобиль встроен внутренний масляной насос и маслоохладитель. Дифференциал автомобиля самоблокируется.
Сцепление автомобиля двухдисковое с органическими или керамическими накладками. Диаметр сцепления равен 215 мм. Оснащено масляным охлаждением и управляется электронно.

## Оснащение
Стандартный комплект
- система ABS
- трекшн-контроль
- иммобилайзер
- климат контроль
- стерео-система с CD-плейером

Дополнительный комплект
По желанию клиента на автомобиль могут быть установлены дополнительные опции, такие как:
- навигационная система GPS
- парковочные сенсоры
- система мобильной связи
- цифровая камера заднего вида

### Тираж
Тираж автомобиля составил 20 экземпляров. Цена 530 000 €.
Также стоит отметить, что по желанию клиента на автомобиль могла быть установлена 7-ступенчатая коробка передач, которая поднимала стоимость на 60 000 €.

## Результат на трассе
| Место  | Трасса           | Время  | Не догнал              | Обогнал                      |
| ------ | ---------------- | ------ | ---------------------- | ---------------------------- |
| 3/180  | Rudskogen        | 1:05   | Ariel Atom 2           | BMW M5                       |
| 15/180 | Hockenheim Short | 1:09.8 | Chevrolet Corvette ZR1 | TechArt Porsche GTstreet 997 |
| 41/176 | Top Gear Track   | 7:34   | Koenigsegg CCX         | Nissan GT-R Spec-V           |